# Giacovazzoïta
La giacovazzoïta és un mineral de la classe dels sulfats. Rep el nom de Carmelo Giacovazzo (Locorotondo, Bari, Itàlia, 14 de desembre de 1940) per la seva destacada contribució a la cristal·lografia.

## Característiques
La giacovazzoïta és un sulfat de fórmula química K₅Fe3+₃O(SO₄)₆·10H₂O. Va ser aprovada com a espècie vàlida per l'Associació Mineralògica Internacional l'any 2019. Cristal·litza en el sistema monoclínic. Químicament es troba relacionada amb la scordariïta.
L'exemplar que va servir per a determinar l'espècie, el que es coneix com a material tipus, es troba conservat a les col·leccions del Museu d'Història Natural de la Universitat de Pisa (Itàlia), amb el número de catàleg: 19896.

## Formació i jaciments
Va ser descoberta a la mina Monte Arsiccio, situada a Sant'Anna di Stazzema, a la Província de Lucca (Toscana, Itàlia), on es troba en forma de cristalls prismàtics de color taronja-marró, de fins a 0,1 mm de llargada. Aquesta mina italiana és l'únic indret de tot el planeta on ha estat descrita aquesta espècie mineral.